# Bente Gurli Kristensen
Bente Gurli Eckhardt Kristensen (født 1959, død 2018) var en dansk morder.
26. december 1992 medvirkede hun, da hendes daværende kæreste John Pedersen dræbte hendes mand, Karsten Færch Kristensen, ved at tildele ham over 30 knivstik. Efterfølgende satte Petersen ild til huset. Drabet fandt sted i parrets hjem i Biersted. 
16. juni 2002 skød Bente Gurli Kristensen sin datters eks-kæreste, den 29 årige Dan Jensen, med et oversavet jagtgevær i opgangen Svendsgade 3 i Aalborg, fordi hun var utilfreds med, at han skulle have samkvem med sit barn for første gang. Under efterforskningen af drabet på svigersønnen opdagede politiet, at Bente Gurli Kristensen og hendes daværende kæreste også havde været involveret i mordet på Karsten Færch Kristensen, der var uopklaret.
Et nævningeting fandt i 2003 Bente Gurli Kristensen skyldig i drabet på svigersønnen samme år samt for medvirken ved drabet på Karsten Kristensen i 1992. Hendes daværende kæreste, John Pedersen, blev idømt fængsel i 10 år. Bente Gurli Kristensen var også tiltalt for drabsforsøg på sin tidligere kæreste ved at hyre en lejemorder for 50.000 kroner, men blev frikendt for den anklage. Dommen blev omstødt af Højesteret i januar 2004, der i stedet idømte hende ubetinget fængsel i 16 år. Hun blev prøveløsladt i 2013 efter have afsonet 2/3 af straffen.
Hun døde i 2018.